# Tityra inquisitor
La titira coroninegra o tueré chico (Tityra inquisitor) es un ave paseriforme de tamaño mediano. Tradicionalmente se ha colocado en la Cotingidae o en la familia Tyrannidae, pero las pruebas sugieren que es mejor en Tityridae, donde ahora es colocado por la SACC. 

## Distribución
Se encuentra en Argentina, Belice, Bolivia, Brasil, Colombia, Costa Rica, Ecuador, Guayana Francesa, Guatemala, Guyana, Honduras, México, Nicaragua, Panamá, Paraguay, Perú, Suriname, Trinidad y Tobago, y Venezuela. 

## Hábitat
Su hábitat natural son los bosques húmedos subtropicales o tropicales de tierras bajas y bosques antiguos muy degradados.